# 9K115 (ミサイル)
9K115（ロシア語: 9K115《Метис》、9K115 メチス：メスティーソ（混血家系、特に南米の白人系混血民）の意）は、ソビエト連邦が開発した個人携行半自動指令照準線一致誘導方式有線誘導対戦車ミサイルシステムである。
NATOコードネーム はAT-7 Saxhorn（サクソルン：金管楽器の一つ）。

## 概要
9K115は1979年に9M111 対戦車ロケット（ソビエト/ロシアではミサイルもロケットと呼ばれる）の更新用としてソ連軍にトゥーラ機械設計局より企業レベルで提案された。
この新型ミサイルは3つのフィンが付くなど9M111 ファゴット（NATOコードネーム：AT-4 スピガット）と非常によく似た外見をしているが、9M111より簡素な三脚を持ち、推進剤を少なくするなどして軽量化が図られており、全体的に軽量なミサイルであるとされた。
1980年代に改良型ミサイルの9K115-2 メチス-M（時々メチス2と表記される）が開発された。この新型ミサイルは9K115と共通の発射機を用いるが、射程と弾頭を増強された結果より大型で重くなっている。NATOはこのミサイルを「AT-13 Saxhorn-2」と呼称した。

## 構成

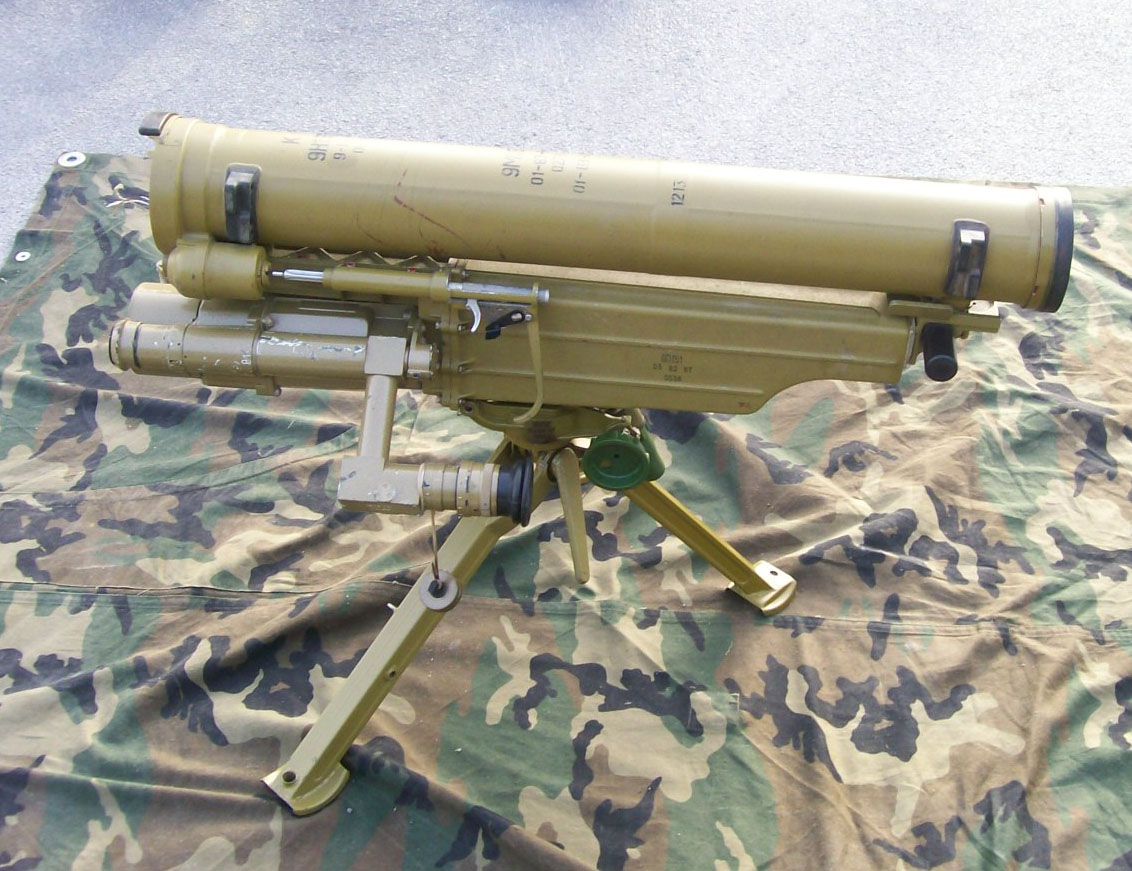
クロアチアの 9K115 メチス

ミサイルは簡素な三脚で支えられた9P151発射装置から発射される。発射装置は10.2kgある。ミサイルは9M111のガス方式とは違って、筒からブースターによって発射される構造となっている。9S816誘導装置は発射筒のすぐ前に装着された熱電池によって稼動し、ミサイル自体は発射機から誘導線を伝ってきた電力で稼動する。
洞窟や建物内といった閉所から発射することができるが、少なくとも発射機後方に6メートルの空間を空け、最低でも100m³の全内部体積を確保する必要がある。肩撃ちも可能だが、運用にはより高い技能が必要であると見られる。
9M111に比べ推進剤を減らされた結果、最大射程が1,000mになっている。最低射程は40メートルで、60 km/hまでの速度で移動する目標に対して効果的である。
弾頭は単独式の対戦車成形炸薬弾（HEAT）である。

## 運用と配備
9K115はソ連軍において自動化射撃中隊向けの装備として一個中隊につき3基配備された。ミサイルは2人一組で運用され、射手は9P151発射装置と1発のミサイルを、弾薬手は3発のミサイルを携行した。
1992年におけるミサイルと発射装置の輸出価格は以下の通り
- 9M131 ミサイル：13,500USドル
- 9P151 発射装置：70,000USドル

## 各型
9K115 メチス（AT-7 サクソルン）
1979年より装備。
9K115-2 メチス-M（AT-13 サクソルン-2）

## 保有
- アゼルバイジャン - 2024年時点で、アゼルバイジャン陸軍が9K115を保有[1]。
- クロアチア - 2024年時点で、クロアチア陸軍が9K115を保有[2]。
- ヒズボラ
- イラン
- カザフスタン - 2023年時点で、カザフスタン陸軍が9K115を保有[3]。
- ロシア
- セルビア
- シリア
- トルクメニスタン - 2024年時点で、トルクメニスタン陸軍が保有[4]。
- 韓国

## 登場作品

### ゲーム
『ARMA 2』
肩撃ち用、固定兵器の2種類として用意されている。
『りっく☆じあ～す』
ゲーム中の敵キャラであり、ソ連/ロシアをモチーフとしたマグマ軍専用武器。